# Luhamaa (Estonie)
Luhamaa est un ancien village de la Commune de Misso du Comté de Võru en Estonie.

## Présentation
Luhamaa est l'extrémité de la route européenne 263 qui relie Tallinn à Luhamaa et il est sur la route européenne 77.
Le village de Luhamaa n'a plus d'existence officielle depuis 1997, quand son territoire est partagé entre les villages de Hindsa, Määsi et Pruntova.
Le point de passage de Luhamaa de la frontière entre l'Estonie et la Russie est sur le territoire du village de Lütä.